# Świnica

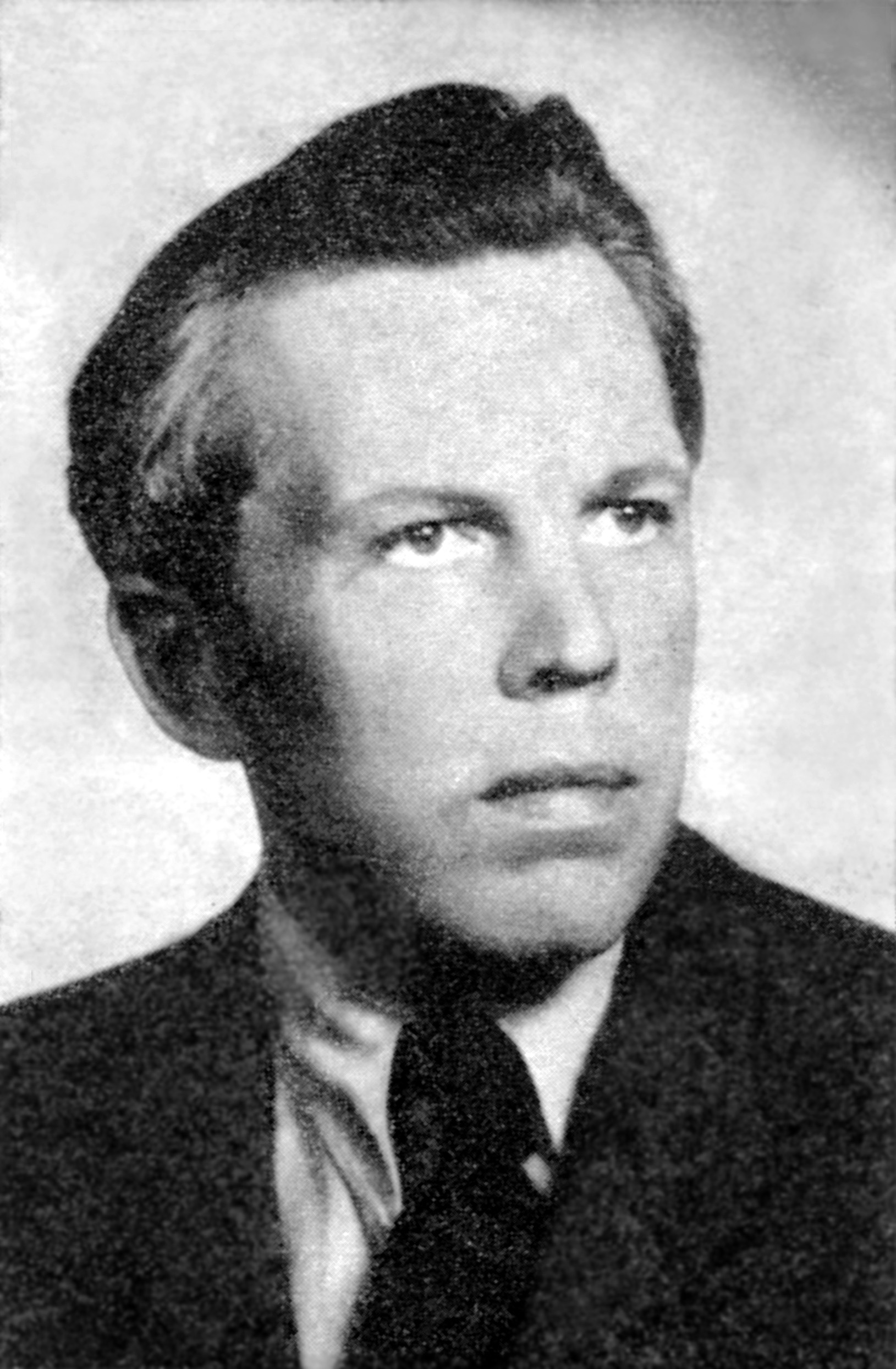
Profesor Jan Blaton, jedna z najbardziej znanych ofiar Świnicy

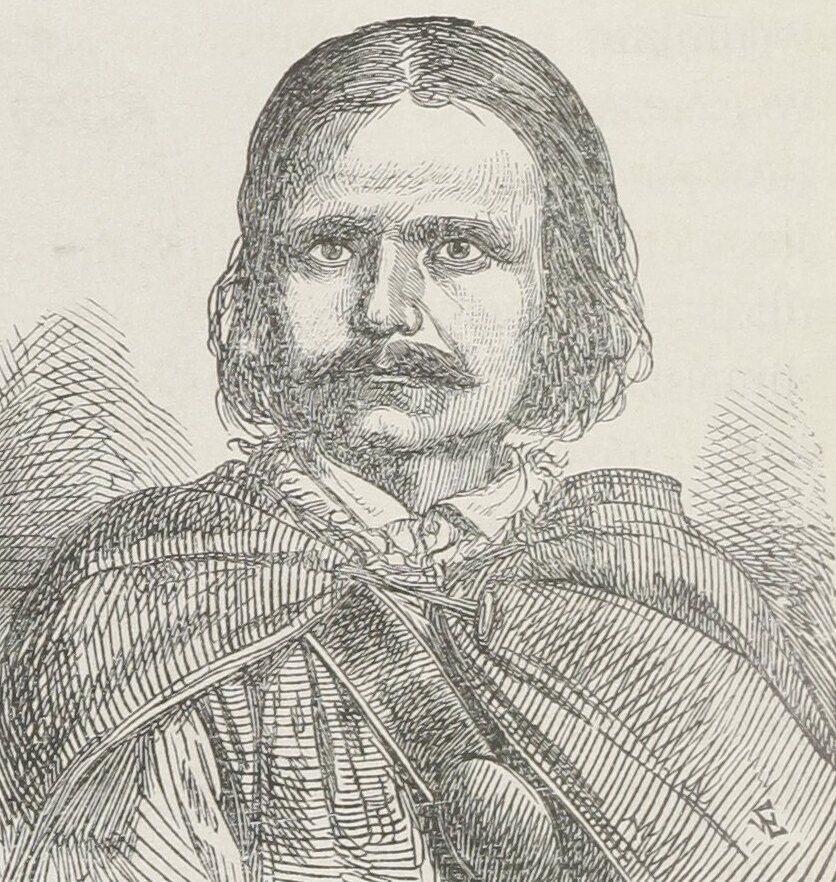
Portret Macieja Sieczki

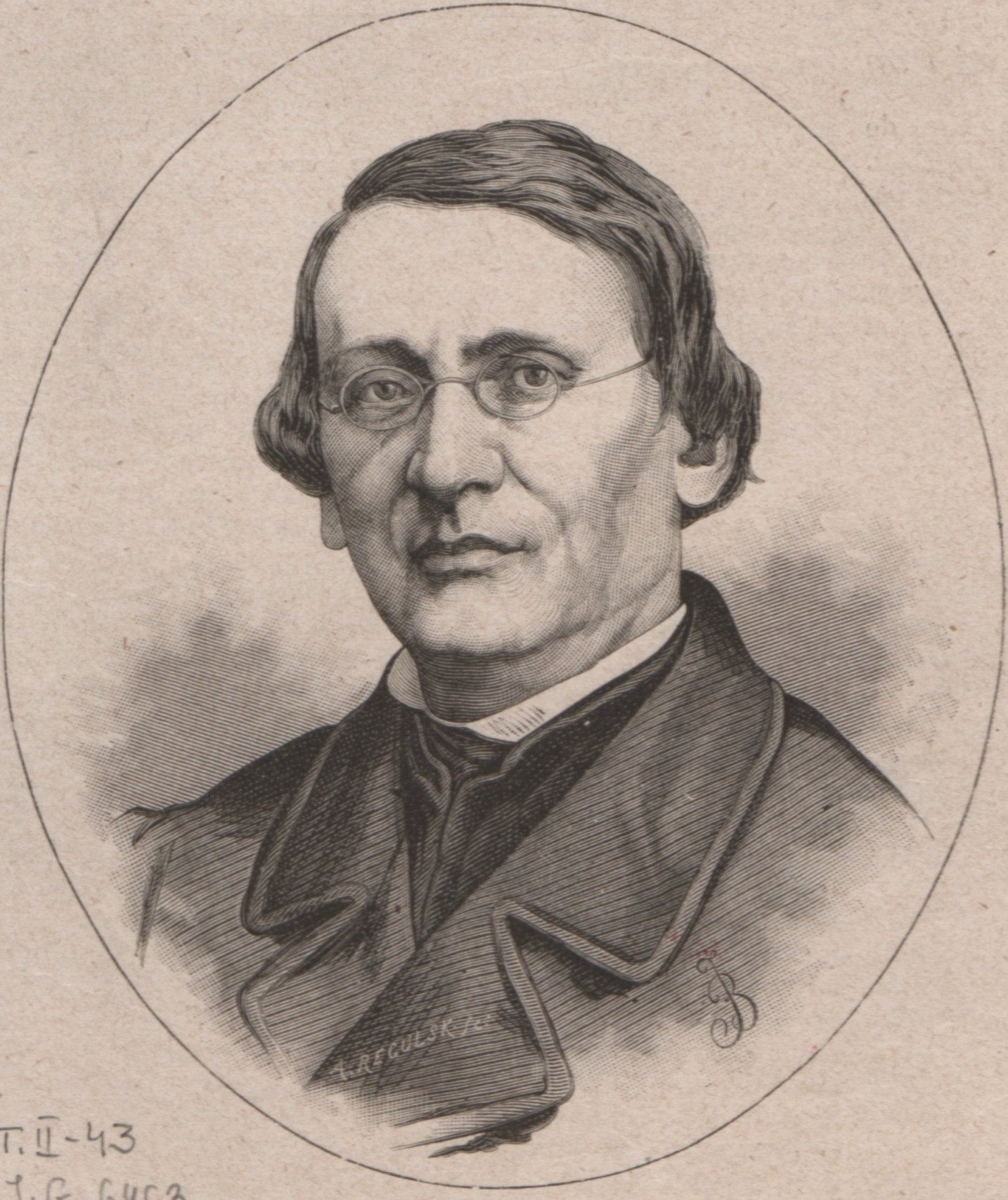
Portret Eugeniusza Janoty

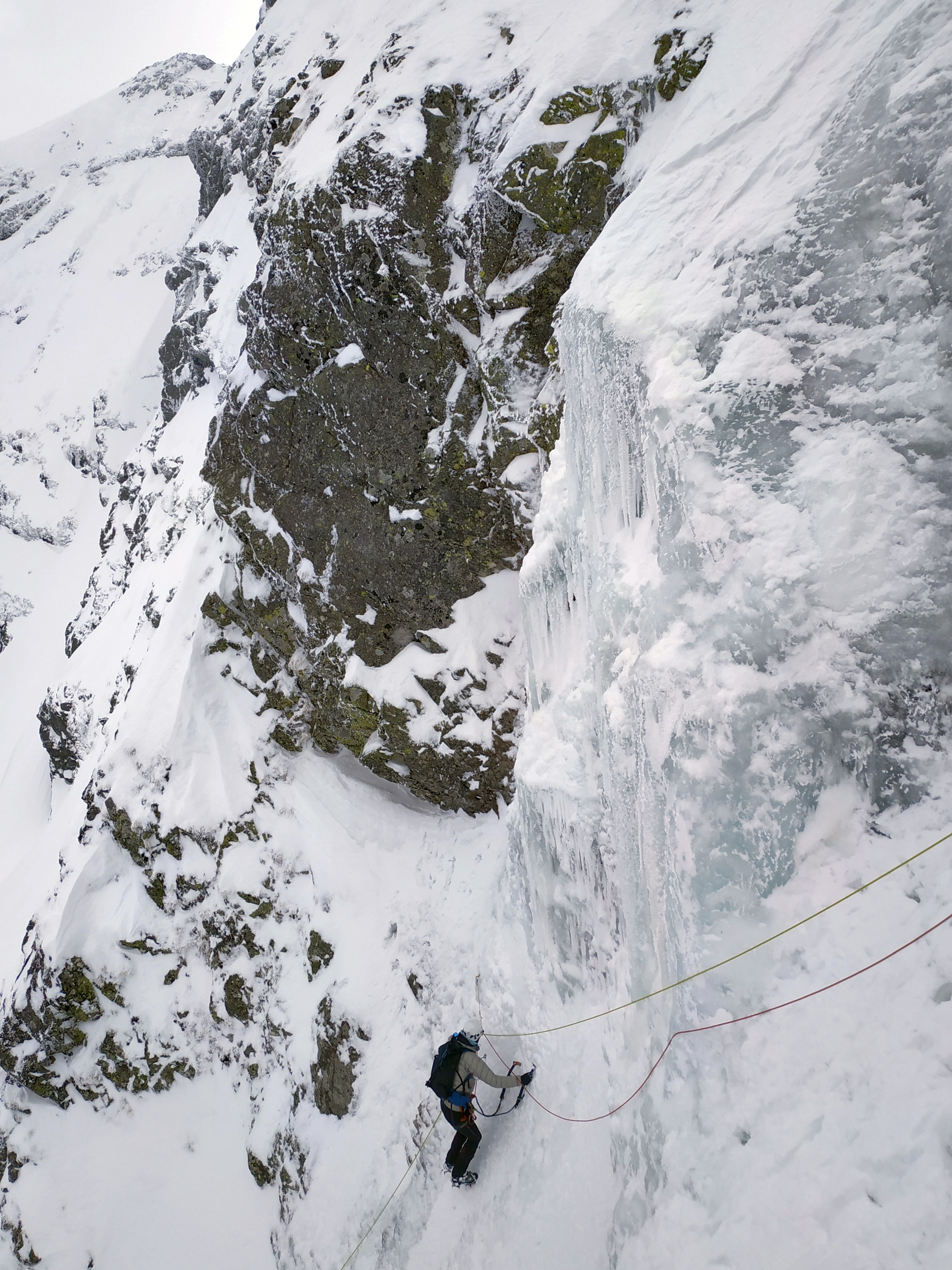
Taternickie przejście północnej ściany Świnicy

Świnica (słow. Svinica, węg. Svinica, niem. Seealmspitze) – zwornikowy szczyt w Tatrach Wysokich o dwóch wierzchołkach, różniących się wysokością o 11 metrów. Mająca kształt szerokiej piramidy skalnej Świnica jest pierwszym od zachodu wybitnym szczytem w grani głównej Tatr Wysokich (jej minimalna deniwelacja względna wynosi 356 metrów) i dobrym punktem widokowym.

## Topografia
Dwa wierzchołki Świnicy rozdziela przełęcz – Świnicka Szczerbina Niżnia (2279 m), opada spod niej Żleb Blatona. Wyższy wierzchołek ma 2302 m n.p.m. (pomiar geodezyjny z 2022 roku, dane lidarowe z 2012 i 2018 roku, według wcześniejszych pomiarów 2301 m) i prowadzi na niego szlak turystyczny. Niższy, północno-zachodni, zwany wierzchołkiem taternickim, ma wysokość 2291 m i jest niedostępny turystycznie. Niektórzy za trzeci wierzchołek uznają też niewybitny garb Świnickiej Kopy. Punktem zwornikowym, przez który przebiega granica państwowa pomiędzy Polską a Słowacją, jest jej główny wierzchołek.
Świnica leży w miejscu załamania się głównego grzbietu Tatr pod kątem prostym i odejścia bocznej, 9-kilometrowej długości wschodniej grani Świnicy zakończonej Wołoszynem. Odcinkiem tej grani od Zawratu poprowadzono szlak Orlej Perci. Przez główny wierzchołek Świnicy prowadzi szlak turystyczny łączący Zawrat ze Świnicką Przełęczą, prawie na całym swoim przebiegu wiodący na południe od grani; odcinek między Zawratem a szczytem, po przejściowym zamknięciu w latach 2018–2021, został przywrócony z ograniczeniem do jednego kierunku ruchu (wyłącznie w stronę Świnicy – więcej informacji w sekcji Szlaki turystyczne).
W grani głównej Tatr od Świnicy na południowy wschód w kierunku Liptowskich Murów biegnie Walentkowa Grań. W kierunku zachodnim grań główna opada z wierzchołka taternickiego na Świnicką Przełęcz, poprzez którą masyw sąsiaduje z Pośrednią Turnią (2128 m), dalej grań biegnie w kierunku przełęczy Liliowe i Kasprowego Wierchu (Tatry Zachodnie).
We wschodniej grani opadającej w kierunku Zawratu znajdują się:
- Świnicka Szczerbina Wyżnia (2297 m),
- Świnicka Kopa (2300 m),
- Gąsienicowa Przełączka (2262 m),
- Gąsienicowa Turnia (2280 m),
- Niebieska Przełączka Wyżnia (2243 m),
- Niebieska Turnia (2259 m),
- Niebieska Przełęcz (2220 m[2]).

Szczyt Świnicy, położony w linii prostej około 10 kilometrów od Zakopanego, góruje nad trzema dolinami: Doliną Gąsienicową z Halą Gąsienicową i Doliną Pięciu Stawów Polskich w Polsce oraz Doliną Cichą (Tichá dolina) na Słowacji, a dokładniej nad górnymi ich piętrami: Dolinką pod Kołem, Świnicką Kotlinką, Zadnim Kołem i Doliną Walentkową (słow. Kamenná Tichá).
350-metrowej wysokości północne i wschodnie urwiska Świnicy obfitują w drogi wspinaczkowe. Przecięte są północnym filarem, dla taterników będącym jednym z bardziej popularnych celów wspinaczkowych w rejonie Doliny Gąsienicowej (obecnie wspinają się nim głównie kursanci). W połowie jego wysokości znajduje się ogromny, skalisto-trawiasty zachód zwany Świnicką Ławką i prowadzący w jedną stronę na Świnicką Przełęcz, w drugą na Niebieską Przełączkę Wyżnią. W południowo-zachodnich stokach Świnicy znajduje się niewielka jaskinia zwana Świnicką Kolebą.

## Historia
Próbę zdobycia szczytu podjął już w roku 1805 Stanisław Staszic, ale zakończyło ją załamanie pogody. Jako pierwsi na niższym wierzchołku północno-zachodnim stanęli austriaccy oficerowie, dokonujący pomiarów topograficznych w 1822 roku. Drugiego wejścia na wierzchołek NW dokonali Maciej Roj i Józef Stolarczyk w roku 1849.
Świnica (w rozumieniu głównego wierzchołka) pozostawała niezdobyta dużo dłużej. Szczególne starania w kierunku wejścia na nią czynił Eugeniusz Janota, który badał góry z ramienia Towarzystwa Naukowego Krakowskiego i było dla niego bardzo istotne zmierzenie (metodą barometryczną) najwyższego – jak wówczas sądzono – szczytu „Tatr Nowotarskich”. Prawdopodobne jest jednak, że ważny był dla niego także aspekt sportowy – jego działania stanowiły pierwszy w Polsce przykład długotrwałej walki z problemem alpinistycznym. O kilku nieudanych próbach z pierwszej połowy lat 60. XIX wieku nie wiadomo właściwie nic oprócz tego, że raz dotarł na wierzchołek NW. W roku 1866 bezskutecznie próbował wyszukać przejście od strony Zawratu wraz z Jędrzejem Walą starszym.
Następnego lata Eugeniusz Janota zabrał w góry trzech swoich uczniów z krakowskiego gimnazjum: czternastoletniego Bronisława Gustawicza oraz Mieczysława i Stanisława Feintuchów. Obrawszy sobie za przewodnika Macieja Sieczkę, 15 lipca podjęli próbę wejścia na Świnicę, ale z powodu niespodziewanego opadu śniegu, ochłodzenia i późnej pory dnia (trzynasta) zawrócili w pobliżu Długiego Stawu Gąsienicowego. Podczas zejścia obaj bracia Feintuchowie doznali bolesnych kontuzji. Na drugi dzień trzej pozostali ponowili atak, już o jedenastej osiągając poprzez Liliowe Świnicką Przełęcz, gdzie jednak zatrzymała ich wichura połączona z silnym zamgleniem.
22 lipca 1867 roku o szóstej rano Maciej Sieczka, Eugeniusz Janota i Bronisław Gustawicz znów wyruszyli z Zakopanego. Idąc przez Boczań i Skupniów Upłaz, o dziewiątej dotarli do Zielonej Doliny Gąsienicowej, gdzie odpoczęli w szałasie. Szlaki wówczas nie istniały, a ścieżki były wątłe i nierówne, co bardzo spowalniało marsz. Na Liliowem natknęli się na prawnika Stanisława Librowskiego z Krakowa, byłego ucznia Janoty, z nieznanym z nazwiska góralskim przewodnikiem; obie wyprawy połączyły siły. Około 11:30, przy idealnej pogodzie, znaleźli się na Świnickiej Przełęczy, a po kolejnej godzinie na północno-zachodnim wierzchołku Świnicy. Wtedy Maciej Sieczka podjął się odszukania drogi na główny wierzchołek. Dotarł tam wkrótce ostrzem grani, drogą taternicką także we współczesnym rozumieniu tego słowa, którą jego towarzysze uważali za nazbyt ryzykowną. Z góry odszukał przełączkę nazwaną później Wrótkami, miejsce kluczowe dla łatwiejszego pokonania rozdzielającego wierzchołki Świnicy Żlebu Blatona. Zszedł tamtędy, a następnie wprowadził na szczyt pozostałych członków wyprawy – osiągnęli go o czternastej. Eugeniusz Janota oszacował wysokość Świnicy na 2336 m n.p.m. (według znanych wówczas błędnych pomiarów Rysy miały 2309 metrów). Schodzili tą samą drogą i chociaż w gęstwinie Boczania zastał ich zmrok, o dziesiątej wieczorem bezpiecznie ukończyli wyprawę.
Drugie wejście na Świnicę (następnego roku) było zarazem pierwszym kobiecym, gdyż brała w nim udział siedemnastoletnia siostra Walerego Eljasza-Radzikowskiego (być może Maria). W trzecim wejściu uczestniczył sam Walery z narzeczoną oraz inną siostrą. W obu przypadkach prowadził Maciej Sieczka, który wkrótce zdobył sławę „specjalisty od Świnicy”. Z uwagi na długość trasy, uważaną wówczas za ekstremalną, wiele kolejnych zespołów przed atakiem szczytowym nocowało w szałasie w Zielonej Dolinie Gąsienicowej. W ciągu dekady, do połowy roku 1877, Świnicę zdobyło łącznie 61 różnych osób, wśród nich 11 kobiet, w ramach 25 wypraw.
W roku 1885 Klemens Bachleda i Ferdynand Hoesick jako pierwsi zeszli ze szczytu w Dolinę Pięciu Stawów Polskich. Tego samego roku Polskie Towarzystwo Tatrzańskie wyznakowało szlak na Świnicę w przybliżonym śladzie drogi pierwszych zdobywców. W latach 1889–1893 ulepszono ten szlak (sztuczne ułatwienia) i zbudowano kontynuację na Zawrat, na znacznym odcinku powtarzając drogę Bachledy i Hoesicka (ironicznie, właśnie ten pierwotnie pomyślany kierunek przejścia został zakazany w roku 2021 wraz z ograniczeniem tego odcinka szlaku do ruchu jednokierunkowego). W roku 1902 Walerian Dzieślewski wysunął projekt budowy kolei zębatej na Świnicę, noszący cechy wandalizmu przyrodniczego. Zamysł nie znalazł wykonawcy i był przez kilka lat przedmiotem ostrych kontrowersji, aby ostatecznie upaść. Pierwszego wejścia zimowego dokonał w samotnej wspinaczce Jerzy Maślanka 30 grudnia 1907 roku. W drugiej połowie lat 30. XX wieku wiceminister Aleksander Bobkowski proponował niwelację terenu Liptowskich Murów i przedłużenie ceprostrady ze Szpiglasowego Wierchu na Świnicę, ale II wojna światowa uniemożliwiła realizację tego wybitnie szkodliwego dla natury projektu. Spośród encyklopedycznych postaci Świnicę odwiedzili, między innymi: Władysław Orkan, Stanisław Wyspiański, Kazimierz Przerwa-Tetmajer, Maria Skłodowska-Curie, Julian Marchlewski, Włodzimierz Lenin, Mieczysław Karłowicz, Jarosław Iwaszkiewicz, Stefan Żeromski.

## Wypadki
Wypadki w drodze na Świnicę są stosunkowo częstym zjawiskiem. Do ich istotnych przyczyn należą: próby przekraczania zalegających (nieraz do późnego lata) płatów śniegu, zabłądzenia lub zejścia ze szlaku (myląca jest pozorna łagodność terenu, który w niższej części masywu przechodzi w pionowe urwiska), odpadnięcia od skały podczas wspinaczki oraz brak przygotowania do wycieczki (nieodpowiednie obuwie i odzienie, niedostateczna kondycja psychofizyczna). Świnica, podobnie jak Giewont, z uwagi na samotne położenie jest miejscem wyjątkowo niebezpiecznym w czasie burzy. Znaczna liczba ludzi, których kwalifikacje turystyczne są całkowicie niewystarczające do podjęcia próby wspinaczki na tę górę, trafia w jej okolicę wskutek względnej bliskości górnej stacji kolei na Kasprowy Wierch. Łącznie w masywie Świnicy doszło do około trzydziestu wypadków śmiertelnych, w tej liczbie piętnastu na szlaku łączącym ją z Zawratem.
Pierwszą znaną ofiarą Świnicy był Günter Schönberg, wojskowy z Erfurtu, który 3 lipca 1907 roku pobłądził w zejściu i runął spod Gąsienicowej Turni do Dolinki pod Kołem.
15 sierpnia 1939 roku doszło do najtragiczniejszego zdarzenia w historii Świnicy. Żaden wypadek burzowy w polskich Tatrach nie pociągnął za sobą takiej liczby ofiar śmiertelnych, a do roku 2003 był to także najgorszy pod tym względem wypadek kolonijny. Wycieczka górska syjonistycznej organizacji harcerskiej Agudat ha-Noar ha-Iwri „Akiba” w liczbie 65 uczestników podążała poprzez Zawrat na Świnicę, nie zawracając pomimo późnej pory dnia. Pomiędzy 15:30 a 16:00 nadciągnęła niespodziewana, bardzo silna burza. W momencie pogorszenia pogody wycieczka pokonała już główne trudności na trawersie Gąsienicowej Turni, a zatem najszybsza droga w dół wiodła pod szczytem w stronę Świnickiej Przełęczy. Z uwagi na brak możliwości schronienia się w piętrze turniowym, prowadzący widział jedyną szansę ratunku w ominięciu szczytu przed czołem burzy i możliwie pospiesznym zejściu, ale oberwanie chmury unieruchomiło małopolskich harcerzy bezpośrednio pod wierzchołkiem Świnicy.
Piorun odstrzelił i rozszczepił duży blok skalny z kopuły szczytowej, co zapoczątkowało masywną lawinę kamienną, która przeszła przez wycieczkę. Jej kierownik Henryk Jaffe oraz uczestniczka Rutka Rottenberg zginęli na miejscu, a uczestnicy Szlomo Diamand i Nachum Goldberg odnieśli śmiertelne rany (obaj zmarli po kilkunastu godzinach). Wybuchła panika: niektórzy uczestnicy zaczęli uciekać z powrotem w stronę Zawratu i Doliny Pięciu Stawów Polskich, niektórzy wprost w dół przez urwisko ku Dolinie Walentkowej, a jeszcze inni doznali tymczasowego paraliżu psychogennego. Oprócz kilku osób, które reszta kierownictwa wycieczki zdołała sprowadzić w stronę Kasprowego Wierchu, niemal wszyscy odnieśli rany.
Wkrótce po wypadku wyruszyła akcja ratunkowa. Jako pierwszy na miejsce dotarł Andrzej Krzeptowski II, prowadzący wówczas trzecie schronisko w Dolinie Pięciu Stawów Polskich, a niedługo po nim członkowie TOPR-u pod kierownictwem Józefa Oppenheima. Łącznie tego wieczora pomocy udzielało przynajmniej dziewiętnaście osób, co było liczbą zaledwie wystarczającą. Działania toczyły się w bardzo złych warunkach, przy nieustającej ulewie. Ciężko rannych zwieziono koleją do Kuźnic, innych (z wychłodzeniem i złamaniami) zniesiono do zabudowań na Kasprowym Wierchu i tam przenocowano; lżej poszkodowani byli sprowadzani na Halę Gąsienicową, jak również w Dolinę Pięciu Stawów Polskich. Akcja przeciągnęła się do późnych godzin nocnych.
Brakowało jeszcze dwojga uczestników wycieczki, Izaaka Schneidra i Estery Dym, którzy w panice odłączyli się od grupy. Ich ciała znaleziono dopiero 18 sierpnia w urwistych żlebach opadających do Doliny Walentkowej. Spośród ocalałych najpoważniejsze rany odnieśli Józef Rokosz, Józef Schwarz i Mendel Bornstein. Łącznie zginęło pięcioro harcerzy i ich opiekun. Na kanwie tej tragedii osnute zostało opowiadanie Szymona Datnera Wielka Turnia (Pan Symek), jej obszerny opis znalazł się także w książce Wandy Gentil-Tippenhauer i Stanisława Zielińskiego W stronę Pysznej.
Po II wojnie światowej, wobec nasilenia ruchu turystycznego, wypadki stały się częstsze. Przykładowo, 17 maja 1948 roku, schodząc ze Świnicy w stronę Świnickiej Przełęczy, wybitny fizyk Jan Blaton poślizgnął się na śniegu w żlebie opadającym ze Świnickiej Szczerbiny Niżniej i zginął wskutek upadku. Żleb nazwano później jego nazwiskiem. 15 września 1965 roku podczas schodzenia w stronę Zawratu Jakub Bajaskin stracił równowagę, próbując ustąpić szybciej idącym turystom przy przekraczaniu żlebu na trawersie Niebieskiej Turni, spadł ćwierć kilometra w dół i zabił się na miejscu. Później podawano błędnie, że zmarły przepuszczał idące z naprzeciwka turystki, a miejsce to określano mianem Trawersu (lub Żlebu) Dżentelmena. Jeszcze po kilkudziesięciu latach wykorzystywano demagogicznie to zdarzenie jako argument za jednokierunkowym zamykaniem szlaków, jednakże kiedy w roku 2021 postanowiono ostatecznie o tego rodzaju częściowej likwidacji omawianej drogi (zakaz schodzenia ze Świnicy w kierunku Zawratu), oficjalne uzasadnienie nie wspominało o wypadku Bajaskina. 4 września 2012 roku podczas zejścia ze Świnicy na Zawrat zginął Józef Szaniawski: spadł w przepaść w kierunku Doliny Pięciu Stawów Polskich.
Świnica należy współcześnie do najliczniej odwiedzanych szczytów tatrzańskich. W jej masywie wypadkom ulegały kilkuletnie dzieci, które pod żadnym pozorem nie powinny się tam znaleźć, odnotowano także zdarzenia o charakterze samobójczym. W latach 2003–2010 wystąpiło na Świnicy łącznie 31 wypadków wymagających interwencji ratowniczej, co stanowiło jedną z wyższych wartości wśród polskich gór.

## Przyroda
Gatunki roślin typowe dla skał granitowych. Z rzadkich roślin stwierdzono występowanie saussurei wielkogłowej – gatunku w Polsce występującego tylko w Tatrach i to na nielicznych stanowiskach. Na północnej ścianie Świnicy wskutek zacienienia i zimniejszego mikroklimatu wysokość piętra turniowego obniża się do 2100–2200 m.

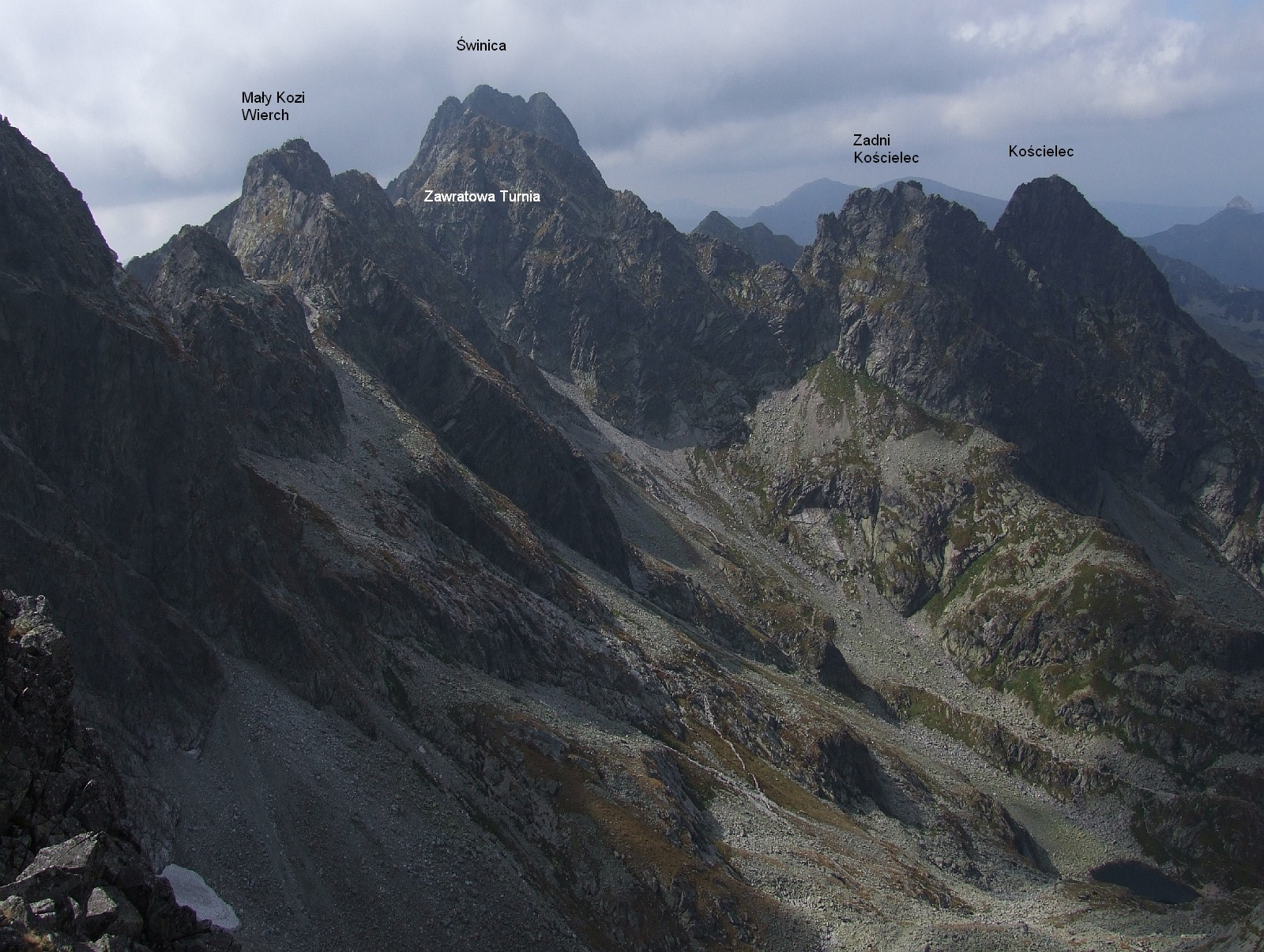
Otoczenie Świnicy i Kościelców od strony wschodniej
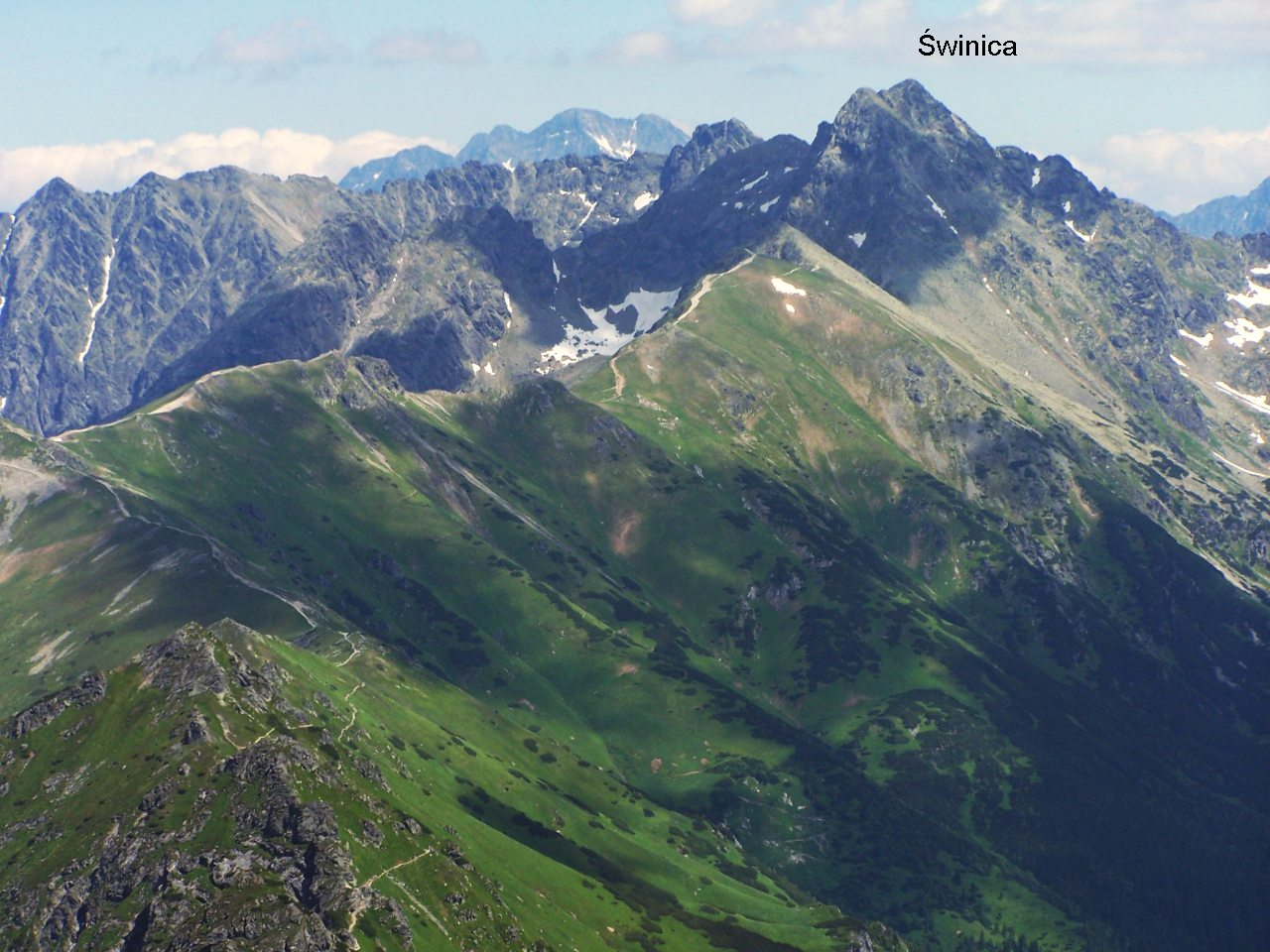
Widok z Czerwonych Wierchów
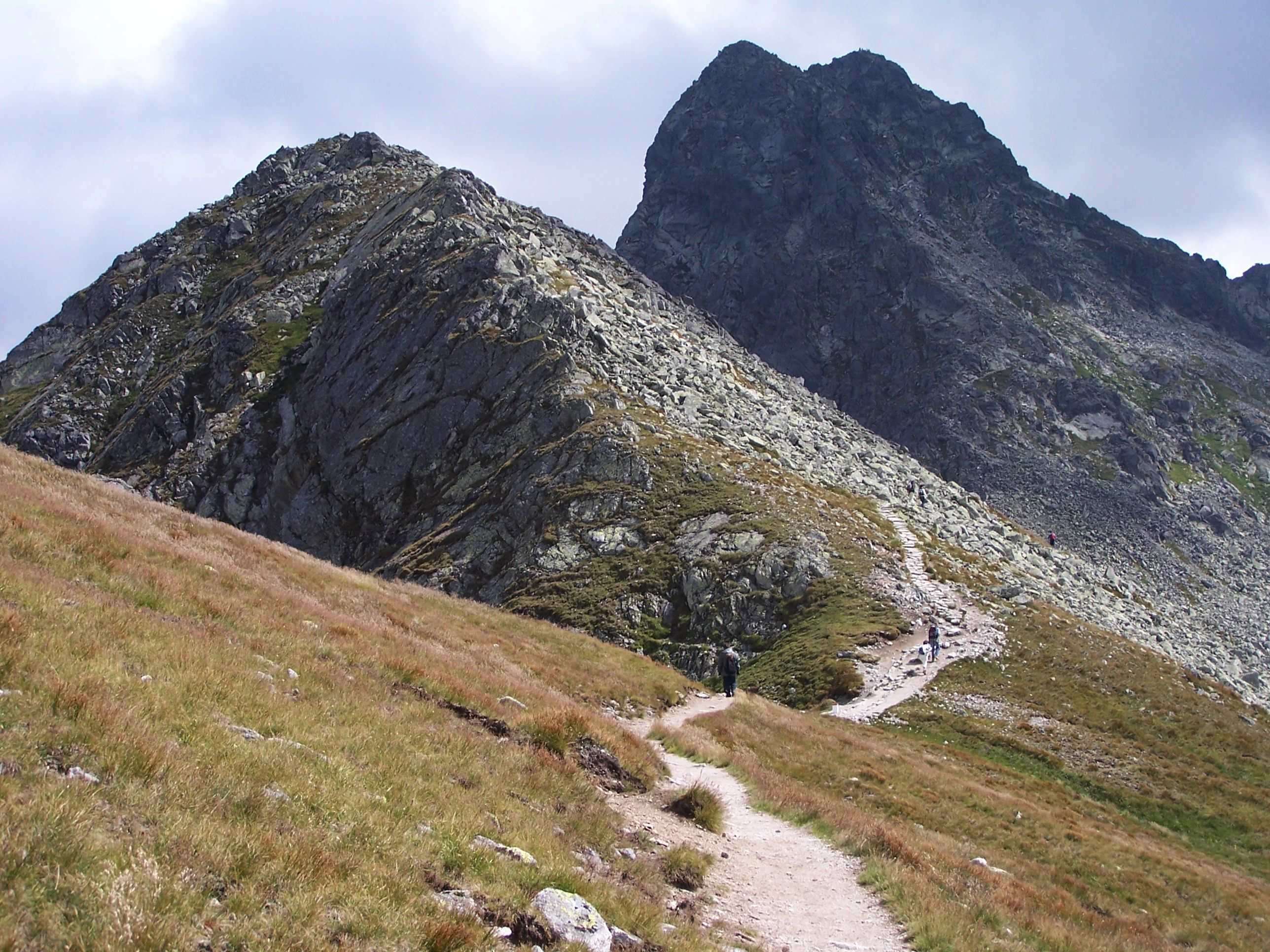
Pośrednia Turnia i Świnica
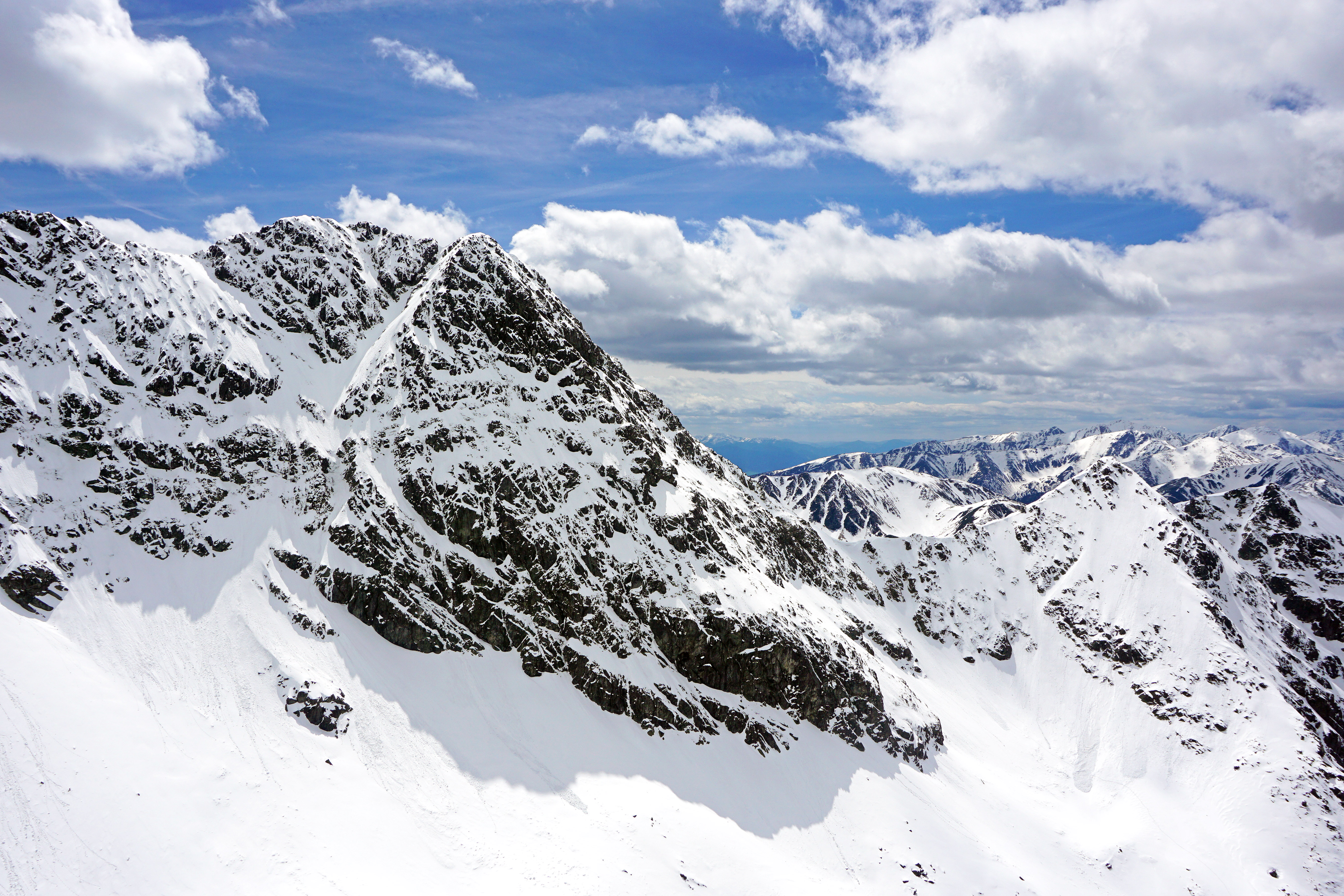
Widok z Kościelca
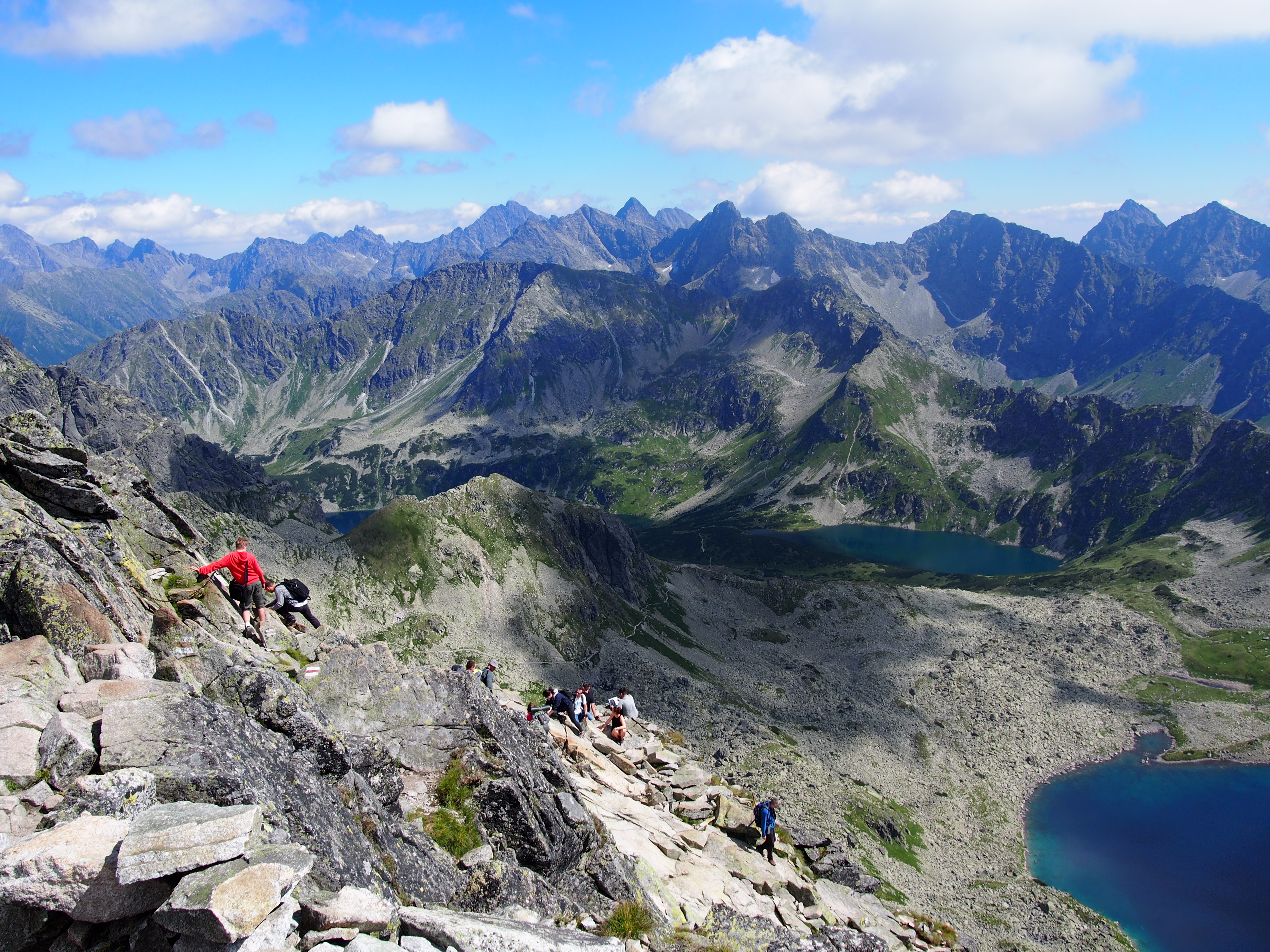
Widok ze Świnicy na Tatr Wysokie
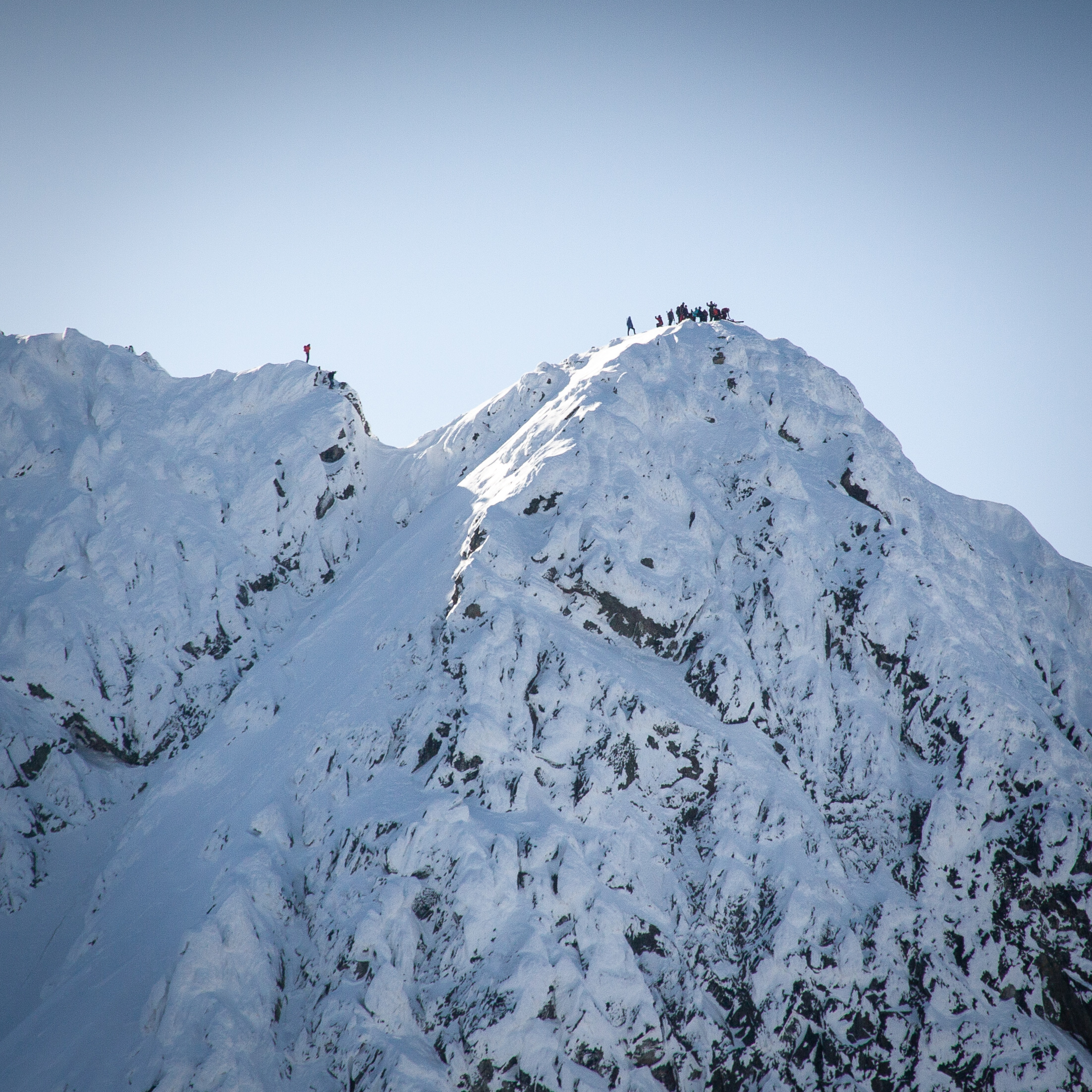
Turyści na szczycie Świnicy – widok z Kościelca

## Etymologia
Obecna wersja nazwy szczytu ustaliła się w pierwszej połowie XX wieku. Wcześniej używano form Świnia (Dźwinia, Szwinia) Skała, Świnnica. Geneza tego toponimu bywa tłumaczona na różne sposoby. Najbardziej prawdopodobna wersja zakłada podobieństwo całego masywu (od Skrajnej Turni do Niebieskiej Turni) do świni, ponieważ podobne nazwy w Tatrach (na przykład Mała Świnica w odniesieniu do Sarniej Skały) nadawane przez górali zawsze pochodziły od wyglądu.
Toponim można także wywieść z tego, że góra dość długo opierała się szturmującym ją turystom, czyli zachowywała się po „świńsku”. Jest to mniej prawdopodobna wersja, gdyż pierwszy raz nazwa pojawia się w XVIII wieku, a więc przed narodzinami właściwej turystyki tatrzańskiej. Co więcej, przymiotnik przypuszczalnie przybrałby wówczas inną formę, jak w przypadku Goryczkowej Przełęczy Świńskiej, rzeczywiście określanej tak z racji przykrego podejścia.
Andreas Jonas Czirbesz w roku 1772 zanotował nazwę Świcina, którą z racji zaledwie jednokrotnego wystąpienia należy z wysokim prawdopodobieństwem uznać za czeski błąd, choć miałaby pewien sens etymologiczny (z perspektywy niektórych miejsc na Podhalu można obserwować wschód słońca zza masywu Świnicy). Dwadzieścia lat później Baltazar Hacquet opisał ten szczyt jako Koscieloc M[ons], co stanowiło oczywistą pomyłkę.

## Szlaki turystyczne
Świnica dostępna jest trasą ze Świnickiej Przełęczy, na którą można dotrzeć czarnym szlakiem wprost z Hali Gąsienicowej lub czerwonym od strony przełęczy Liliowe i Kasprowego Wierchu. Można także wspiąć się na nią przez Zawrat, osiągalny niebieskim szlakiem z Doliny Pięciu Stawów Polskich lub Doliny Gąsienicowej.
 – obukierunkowy czerwony szlak turystyczny z Czerwonych Wierchów i Kasprowego Wierchu przez Liliowe i Świnicką Przełęcz na szczyt Świnicy, a jednokierunkowy także od strony Zawratu, z którego osobno rozpoczyna się Orla Perć.
- Czas przejścia ze Świnickiej Przełęczy na Świnicę: 45 min, ↓ 40 min. Powyżej przełęczy szlak prowadzi na wschód, zakosami pod górę w pobliżu grani. Minąwszy krótki, niezbyt wygodny kominek skalny (pierwsze łańcuchy), odpada od niej na południe, aby – obniżywszy się nieco – na około stumetrowym odcinku przetrawersować Żleb Blatona. To ułatwione łańcuchami miejsce, choć w optymalnych warunkach względnie łatwe do przejścia, jest bardzo niebezpieczne: niewiele poniżej trasy turystycznej żleb urywa się pionowym progiem. Następnie szlak przewija się stromo przez wąską przełęcz Wrótka (2220 m), co pomimo obecności sztucznych ułatwień może sprawiać turystom pewne trudności, a podczas zejścia ze szczytu wymaga czujności, aby we właściwym miejscu skręcić w trawers żlebu. Powyżej Wrótek trasa dźwiga się skośnie po blokach skalnych w poprzek południowej ściany Świnicy (stosunkowo mniej niebezpiecznie, miejscami łańcuchy), aby połączyć się ze szlakiem od strony Zawratu tuż poniżej Świnickiej Szczerbiny Wyżniej. Za Szczerbiną (miejsce eksponowane) następuje krótkie, ale nieco wspinaczkowe forsowanie kopuły szczytowej, także ułatwione łańcuchami i kończące się na szczycie Świnicy. Jest to podstawowa i zdecydowanie najłatwiejsza droga na tę górę, zarówno w wejściu, jak i w zejściu.

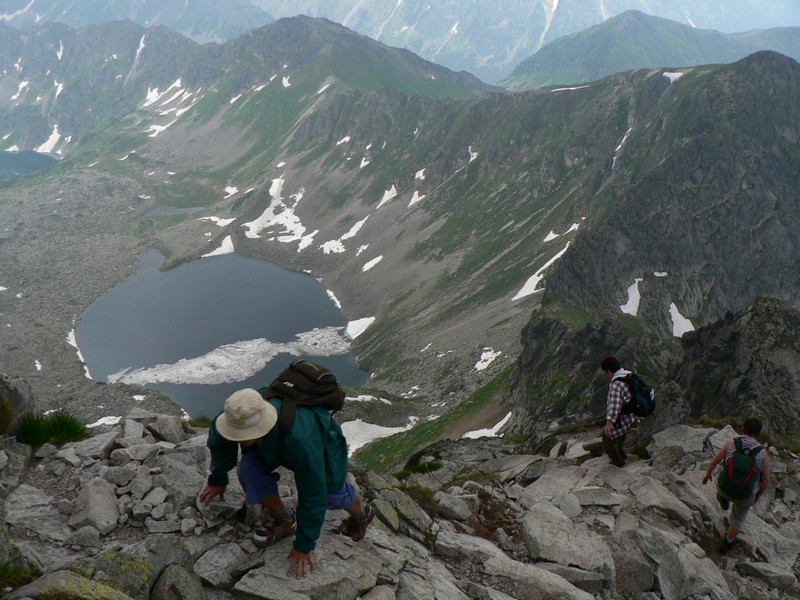
Eksponowane miejsce pomiędzy Zawratem a Świnicą

- Czas przejścia z Zawratu na Świnicę: 50 min, ↓ 40 min (historycznie). Szlak, sprowadzając na zachód z Zawratu, obniża się nieco na trawersie Zawratowej Turni, a następnie znów podwyższa. W miarę zbliżania się do Niebieskiej Turni pojawiają się pierwsze sztuczne ułatwienia (łańcuchy), które – począwszy od tego miejsca – są dostępne przez większość drogi. Prawie cała też przebiega w bardzo znacznej ekspozycji, nad przepaścią od strony Dolinki pod Kołem. Na trawersie Niebieskiej Turni występuje pierwsze szczególnie niebezpieczne miejsce (wąskie przejście zwane Trawersem Dżentelmena i niewielki kominek skalny nad przepaścią). Pomiędzy Niebieską a Gąsienicową Turnią, znacznie poniżej grani (szlak nie zbliża się do wierzchołka żadnej z nich), pojawiają się kolejne przesmyki nad urwiskiem i drugi kominek, ułatwiony dodatkowo metalowymi klamrami i w tym kierunku pokonywany w dół. Kulminacją trudności jest strome, miejscami bliskie pionu trzydziestometrowe zacięcie pomiędzy płytami (również łańcuchy i klamry) poniżej Gąsienicowej Turni. Za tą trudnością szlak przebija się wzwyż poprzez duże, wygładzone głazy, niemal osiągając grań nieopodal Gąsienicowej Przełączki. Odtąd nie obniża się już zbytnio i wkrótce łączy się z trasą od strony Świnickiej Przełęczy – dalej na wierzchołek Świnicy według opisu powyżej. Ten wariant wejścia na Świnicę jest nieporównanie trudniejszy od poprzedniego. W maju 2018 roku szlak został zniszczony przez masywny obryw skalny z Niebieskiej Turni i zamknięty do odwołania. Przypuszczano, że w przypadku ponownego otwarcia będzie miał istotnie zmieniony przebieg.
- Po udanym remoncie przeprowadzonym w roku 2020, Tatrzański Park Narodowy ogłosił 19 maja 2021 roku ponowne otwarcie szlaku od 1 czerwca tegoż roku. Jest to jednakże otwarcie połowiczne – jedynie od strony Zawratu na Świnicę, podczas gdy wcześniej był obukierunkowy. Uzasadnienie decyzji wskazywało, że prawdopodobieństwo ponownego obrywu skalnego w pobliżu poprzedniego zmalało do ryzyka typowego dla gór wysokich, za takim ograniczeniem nie stoją więc obiektywne przesłanki geologiczne. Zamiast tego powołano się na starania o zmniejszenie liczby wypadków, nie biorąc natomiast pod uwagę znaczenia poprzednich 125 lat tradycji tego szlaku (1893–2018), chętnie pokonywanego w obie strony dla jego walorów turystycznych. Nie objęto też analizą głębokiego zaburzenia logiki przebiegu okolicznej sieci szlaków (ponieważ odcinek Orlej Perci od Zawratu w stronę Koziego Wierchu był już wcześniej jednokierunkowy, kolejne ograniczenie równa się zakazowi ciągłego przejścia turystycznego graniami pomiędzy Kasprowym Wierchem a Krzyżnem, i to pomimo istnienia czerwonego szlaku na całym tym odcinku). Co charakterystyczne, w zawiadomieniu podano, że te działania zostały dofinansowane na podstawie projektu „Zmniejszenie presji turystycznej na gatunki i siedliska na obszarze Tatr Wysokich”, mimo że według badań naukowych 75% ruchu turystycznego i związanej z nim presji na przyrodę tatrzańską koncentruje się na obszarze trzech najpopularniejszych dolin, w związku z czym jego kanalizacja na trudnych technicznie graniach ma znaczenie marginalne. Naczelnik TOPR-u Jan Krzysztof przyznał w wywiadzie, że ograniczenie było przynajmniej po części skutkiem jego zaleceń podyktowanych troską o zwiedzających. Zgodził się przy tym, że może ono być zasadnie uznane za „karanie sprawnych turystów” i zasugerował, że w zależności od dalszych potrzeb możliwe byłoby rozważenie wytyczenia w okolicy nowych wariantów szlaków turystycznych, co jest jednak mało prawdopodobne z uwagi na raczej ściśle przestrzeganą politykę nierozszerzania sieci szlaków na obszarach chronionych.

Wejście na Świnicę to bardzo popularny szlak turystyczny (przyczynia się do tego lokalizacja w pobliżu Kasprowego Wierchu, na który można wjechać koleją linową). Przez to na wąskich przejściach z ułatwieniami (łańcuchy, klamry) mogą tworzyć się bardzo poważne zatory (wiele osób wybiera się na Świnicę bez odpowiedniego przygotowania, co dodatkowo pogarsza sytuację). Największe problemy z zatorami występują w okolicach końcowego wejścia na szczyt, a także w przypadku wąskiego kominka na odcinku między Zawratem a Świnicą. W związku z tymi problemami lepiej unikać Świnicy w godzinach natężenia ruchu turystycznego (wejście warto zaplanować na wieczór lub wczesny ranek, choć może to wymagać noclegu w pobliskich schroniskach).

## Opisy literackie
Uznaje się, że motywy tatrzańskie tworzą osobny, samodzielny zespół polskiego piśmiennictwa artystycznego. Świnicy – jednemu z najwybitniejszych szczytów polskich Tatr – także poświęcone są zatem istotne opisy w literaturze pięknej, w utworach takich, jak na przykład:
- Widok ze Świnicy do Doliny Wierchcichej – wiersz Kazimierza Przerwy-Tetmajera (1894);
- Świnia Skała – powieść Jalu Kurka (1970);
- W stronę Pysznej – beletryzowany reportaż podróżniczy Wandy Gentil-Tippenhauer i Stanisława Zielińskiego (1961).